# 篠塚公史
篠塚 公史（しのづか こうじ、1983年7月13日 - ）は、2020年現在トップイーストリーグDiv.2サントリーフーズサンデルフィスに所属するラグビー選手。

## プロフィール
- 埼玉県出身。
- ポジションはロック(LO)、フランカー(FL)。
- 身長 196cm、体重 105kg
- 日本代表キャップは38。（2015年7月現在）
- ニックネームはシノ。
- 体格を活かした力強いプレーが魅力であり、ラインアウトジャンパーとしても有能である。

## 経歴
15歳からラグビーを始めた。
埼玉工大深谷高校卒業後、法政大学へと入る。
2006年、法政大学卒業後はサントリーサンゴリアスに入団。同年9月3日に行われたジャパンラグビートップリーグ第1節の神戸製鋼コベルコスティーラーズ戦に先発出場で公式戦初出場を果たした。
2014年、トップリーグ通算100試合出場を達成した。
代表歴はU19ラグビー日本代表、7人制日本代表、日本代表。
なお日本代表では2008年4月26日に行われた2008年アジア5カ国対抗韓国戦で日本代表初キャップを獲得した。
2017年、サントリーフーズサンデルフィスに加入。